# Phanogenia novaeguineae
Phanogenia novaeguineae is een haarster uit de familie Comatulidae.
De wetenschappelijke naam van de soort werd in 1841 gepubliceerd door Johannes Peter Müller.